# Tüpfelastrild

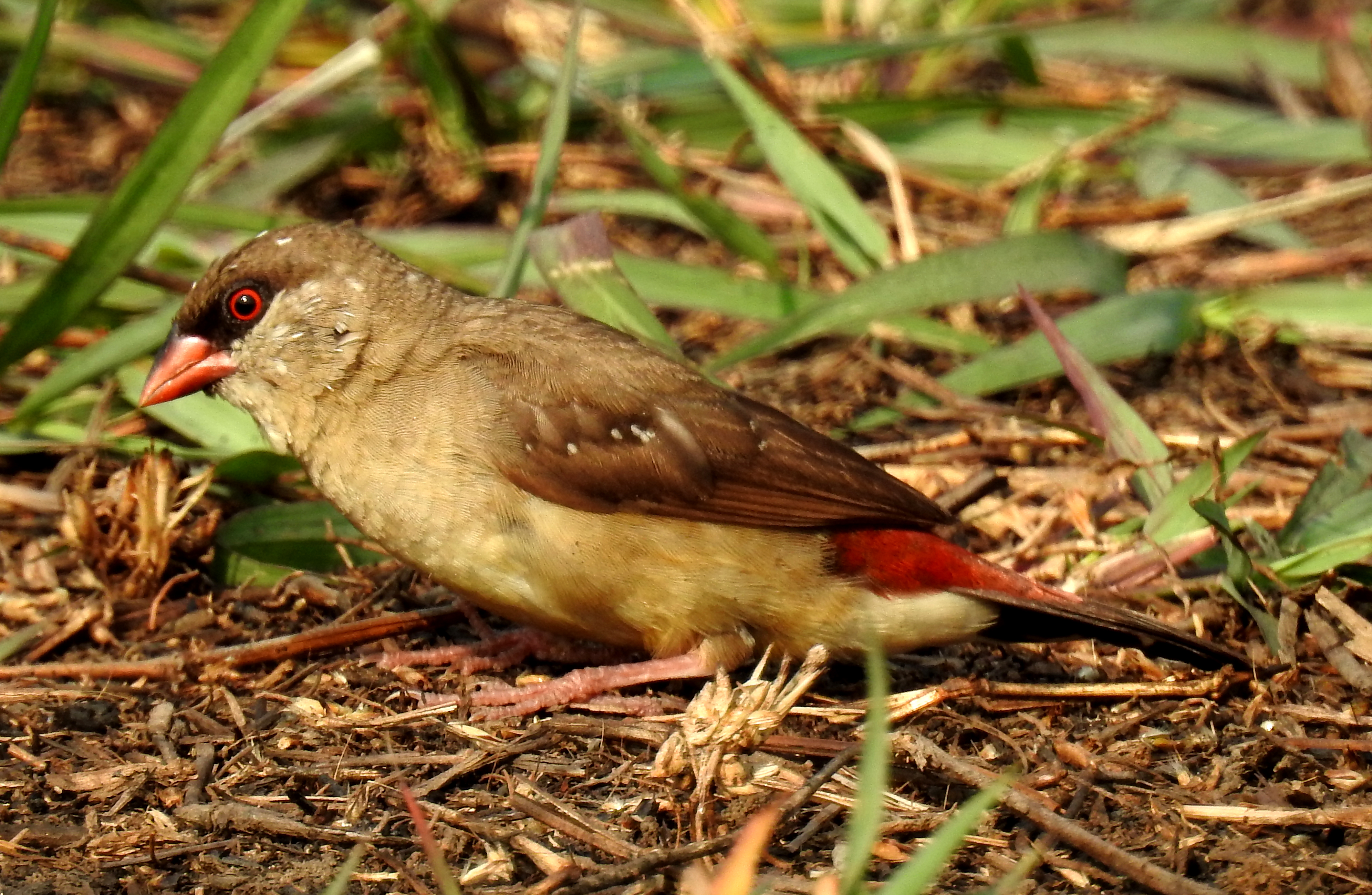
Tüpfelastrild, Weibchen

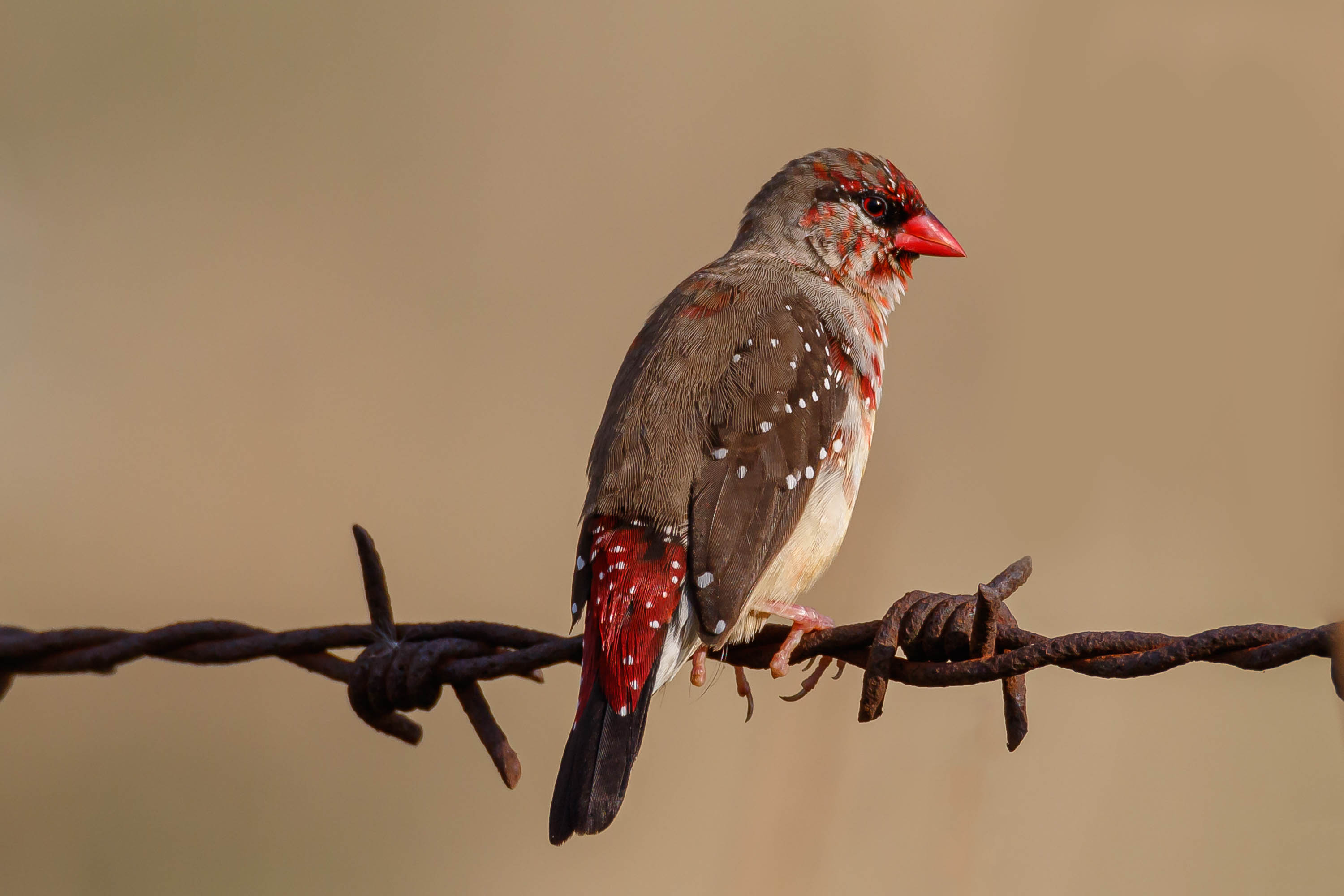
Tüpfelastrild, noch nicht ausgefärbtes junges Männchen

Der Tüpfelastrild (Amandava amandava), auch Tigerastrild oder Tigerfink, ist eine Art aus der Familie der Prachtfinken. Er ist im Südosten Asiens beheimatet, kommt aber als Gefangenschaftsflüchtling in vielen Teilen der Welt vor.

## Beschreibung
Der Tüpfelastrild ist mit 9–10 cm Körperlänge etwa so groß wie ein Sommergoldhähnchen. Er zeigt im Brutkleid einen ausgeprägten Geschlechtsdimorphismus, außerhalb der Brutzeit ähnelt das Männchen im Aussehen dem Weibchen. Der spitze, kurze Schnabel ist in allen adulten Kleidern leuchtend rot gefärbt und trägt eine dunkle Linie entlang des Oberschnabels. Die Iris hat eine rote, rot-bräunliche oder orange Färbung, die Füße sind fleischfarben bis bräunlich.
Das Männchen zeigt im Brutkleid an Gesicht, Halsseiten und Unterseite ein intensives Rot, das an den Flanken von weißen Tupfen durchsetzt ist. Der Zügel ist dunkel und unter dem Auge findet sich oft eine Linie aus feinen weißen Punkten. Oberkopf und Nacken sind etwas dunkler rot und olivfarben überhaucht. Rücken und Schultern sind bräunlich rot mit feinen weißen Flecken auf den Schulterfedern die zu den Flügeln hin größer werden. Das Flügelgefieder ist dunkelbraun bis schwärzlich mit teils rötlich braunen Säumen und weißen Spitzen an Armdecken und Schirmfedern. Der Bürzel und die Oberschwanzdecken sind rot mit rosa bis weißen Flecken. Die Steuerfedern sind schwarzbraun und zeigen unterseits weiße Spitzen. Unterer Bauch und Unterschwanzdecken sind dunkelbraun bis schwarz mit einer rötlichen Nuance.
Das Weibchen ist oberseits erd- bis graubraun, unterseits beige und zu den Flanken hin hellorange überhaucht. Die Zügel sind dunkel, die gepunktete Linie unter dem Auge hellbeige.  Die Schulter- und Flügelfedern sind warm braun und zeigen an den Armdecken und Schirmfedern feine beige Spitzen. Der Bürzel und die Oberschwanzdecken sind wie beim Männchen rot, die Fleckung meist unauffälliger. Der Schwanz ist braunschwarz bis schwarz. Das Männchen im Ruhekleid unterscheidet sich kaum, jedoch sind die Flecken auf Oberschwanzdecken und an den Armdecken größer und das Gesicht ist gräulicher, die Kehle weißgrau. Am Unterbauch und den Unterschwanzdecken zeigen sich rote Spitzen, die zur Brutzeit mehr werden.
Das Jugendkleid ähnelt ebenfalls dem des Weibchens. Es fehlen jedoch die roten Gefiederpartien und die Spitzen der Armdecken bilden ein doppeltes Band auf dem zusammengelegten Flügel. Die beigen Spitzen der Schirmfedern sind breiter. Der Schnabel ist dunkel- bis schwarzbraun. Als einzige Prachtfinkenart wechselt der männliche Tigerfink im ersten Jahr nicht sofort in das Brutkleid, sondern in das Ruhekleid.

## Verbreitungsgebiet und Lebensraum
Der Tüpfelastrild ist vom mittleren Pakistan bis nach Vietnam, sowie auf Java und den kleinen Sunda-Inseln verbreitet. Es werden drei Unterarten beschrieben.

- A. a. amandava (Linnaeus  1758) – mittleres und westliches Pakistan bis ins südliche Kaschmir und Indien mit Ausnahme der Süd- und Ostküste; nordwärts bis zum Himalaya und ostwärts bis Bangladesch
- A.a. punicea (Horsfield 1821) –  Provinz Guangdong und Insel Hainan sowie Vietnam, Kambodscha, Südosten Thailands, Java und Bali
- A.a. flavidiventris (Wallace 1864)  – Myanmar bis in die Provinz Yunnan und eventuell östliches Guizhou sowie auf Timor, Flores, Sumba, Roti und Lombok

Innerhalb ihres Verbreitungsgebietes leben Tüpfelastrilde in Gras- und Schilfbeständen, auch im Gebüsch an Weg und Feldrändern sowie in Gärten. In Deutschland und den Nachbarländern sind Brutversuche und erfolgreiche Bruten von entflogenen Tigerfinken dokumentiert. In Spanien (seit 1978), Portugal (seit den 1990er Jahren) und in Italien (seit 1983) ist der Tigerfink als Neozoon etabliert und breitet sich aus.

## Lebensweise
Der Tüpfelastrild ist primär ein Bewohner von Schilf und feuchtem Hochgras am Ufer von Wasserflächen. Er kommt auch auf mit Gras bewachsenen Lichtungen im Regenwald vor und wurde auch auf Zuckerrohrfeldern sowie den grasdurchschossenen Gebüschstreifen zwischen Reisfeldern beobachtet. Er hat sich auch menschlichen Siedlungsraum erschlossen und ist in Dörfern und Gärten zu beobachten. Die Brutzeit variiert in Abhängigkeit vom Verbreitungsgebiet. Im Allgemeinen fällt sie in die zweite Hälfte der Regenzeit. Auf Flores liegt sie abweichend davon in der Trockenzeit. Es sind sehr gesellige Vögel. Die Partner eines Jahres bleiben ganzjährig zusammen und schmiegen sich beim Ruhen aneinander. Außerhalb der Fortpflanzungszeit sind sie in größeren Gruppen zu beobachten, die untereinander eine ausgeprägte soziale Gefiederpflege zeigen.
Das Nest wird niedrig über dem Erdboden versteckt. Es ist meist gut versteckt und rundlich. Das Gelege besteht aus vier bis sieben Eiern. Es wurden auch schon Nester mit vierzehn Eiern gefunden. Vermutlich handelt es sich dabei aber um Fälle, bei denen zwei Weibchen im selben Nest ablegten. Die Brutzeit beträgt elf Tage. An der Aufzucht der Jungvögel sind beide Elternvögel beteiligt.

## Haltung
Tüpfelastrilde werden schon sehr lange in Europa als Ziervogel gehalten. Bereits im 18. Jahrhundert wurden sie von dem französischen Ornithologen Vieillot gepflegt. In Asien geht die Haltung von Tigerfinken noch länger zurück. Sie werden teilweise in sehr großer Zahl nach Europa eingeführt. Bis heute zählen sie zu den populären Prachtfinkenarten, auch wenn sie nicht mehr so zahlreich gehalten werden wie dies früher der Fall war.